# پر پرواز (فیلم)
پر پرواز فیلمی است به کارگردانی خسرو معصومی که اکران آن در ۲۹ مرداد ۱۳۷۹ در تهران آغاز شد. فیلم‌نامهٔ آن را کیانوش عیاری و خسرو معصومی نوشته‌اند، مدیر فیلم‌برداری آن کاظم شهبازی، مدیر تولید حسین رامه با صدابرداری سر صحنه احمد صالحی است. شادمهر عقیلی، زیبا بروفه و مرجان شیرمحمدی از بازیگران این فیلم می‌باشند. ترانه‌های ماندگار این فیلم را نیلوفر لاری‌پور گفته است.

## خلاصهٔ داستان
بابک به همراه نامزد خود، ستاره، در پی گرفتن مجوز برای انتشار کاست خود می‌باشد؛ اما موفق نمی‌شود. در این حین از طریق نامزد خود با دختری به نام یاسمن آشنا می‌شود که پدر او صاحب شرکت کاست و سی‌دی است. یاسمن عاشق بابک می‌شود و سعی دارد تا او را با خود به لس آنجلس ببرد تا در آن‌جا فعالیت موسیقی خود را دنبال کند. ستاره به همراه پدرش به دنبال نجات رابطهٔ خود با نامزدش، موفق می‌شود تا مجوز انتشار آلبوم بابک را بگیرد و به این ترتیب مانع از رفتن او به آمریکا می‌شود.
با اینکه این فیلم مورد توجه قرار گرفت ولی برخلاف باور عامه پرفروش‌ترین فیلم سال ۱۳۷۹ نمی‌باشد بلکه فیلم شوکران این عنوان را داراست.

## بازیگران
- شادمهر عقیلی در نقش بابک
- مرجان شیرمحمدی در نقش یاسمن امانی
- زیبا بروفه در نقش ستاره شمس
- داوود ناقور در نقش حمید
- شهلا ناظریان در نقش مریم
- منوچهر آذر در آقای شمس پدر ستاره
- محمد ابهری در نقش آقای امانی پدر یاسمن
- مجتبی جمشیدی
- فرزانه عبادی
- امیرحمزه گرجی‌نژاد
- شهروز صائب
- مصطفی خدایی
- حسین رامه
- داوود کریمی
- آرش مسرور
- مجید فلاح پور
- امیرحسین مقدم
- بهاره شریفی‌خو
- رزا دانشمند
- سجاد رادفر